# Chimarra brasiliana
Chimarra brasiliana là một loài Trichoptera trong họ Philopotamidae. Chúng phân bố ở vùng Tân nhiệt đới.